# Feierabend (Zeitschrift)
Feierabend ist ein vom Echter Verlag in Würzburg herausgegebenes christliches (katholisches) Monatsblatt für ältere Menschen.
Es erscheint seit 1951. Das Monatsblatt bietet jeden Monat spirituelle Impulse, Anregungen zur praktischen Lebensgestaltung, Aktuelles und Historisches aus Kirche und Welt sowie Unterhaltsames wie Rätsel, Geschichten oder Kochrezepte. Angepasst an eine ältere Zielgruppe präsentiert sich die Zeitschrift mit aussagestarken Bildern und einer leserfreundlichen Schrift.